# Sylvain Savoia
Sylvain Savoia (30. září 1969, Remeš) je francouzský kreslíř a autor komiksů.

## Život
Sylvain Savoia se narodil roku 1969 v Remeši. Od roku 1993 spolupracoval na desítce komiksových alb, z nichž nejznámější jsou série Nomad a Al 'Togo. Savoia a jeho kolegové z ateliéru 510TTC, Jean-David Morvan a Phillipe Buchet, patří k propagátorům stylu manga, jehož vliv a dynamika se odrážejí i v jejich vlastní tvorbě.
Savoia zaznamenal úspěch již se zmíněnou sérií Nomad, ale opravdový zvrat v tvorbě a koneckonců i v osobním životě mu přineslo setkání s Marzenou Sowou. Budoucí spisovatelka líčila kreslíři své „neuvěřitelně exotické“ historky ze všedního života malé holky v Polsku osmdesátých let dvacátého století a on je začal výtvarně ztvárňovat, pro Marzi vytvořil Savoia zcela zvláštní grafický styl.

## Dílo
- Nomad, scénář Jean-David Morvan (Glénat)

1. Mémoire vive (1994)
2. Gai-jin (1995)
3. Mémoires mortes (1996)
4. Tiourma (1998)
5. Mémoire cache (2000)

- Al'Togo, scénář Jean-David Morvan (Dargaud)

1. 297 km (2003)
2. Midi - Zuid (2004)
3. Tajna Policja (2005)
4. SMS Republik (2008)
5. Cissié M'Natogo (2010)

- Marzi, scénář Marzena Sowa, Dupuis:

1. Petite Carpe, 2005
2. Sur la terre comme au ciel, 2006
3. Rezystor, 2007
4. Le Bruit des villes, 2008
5. Pas de liberté sans solidarité, 2009
6. Tout va mieux..., 2011
7. Nouvelle vague, 2016

## Ocenění
- Velká cena, festival komiksů Coince la bulle (Montargis, Francie), 2015
- Cena Marine & Oceans, Association des Officiers de Réserve de la Marine Nationale, 2015
- Cena za komiks, Académie de Marine, 2016